# Rokitnica (województwo lubuskie)
Rokitnica (niem. Schönfeld) – wieś w Polsce położona w województwie lubuskim, w powiecie świebodzińskim, w gminie Skąpe.
Rokitnica położona jest 5 km na północny zachód od miejscowości Skąpe, obok rzeczki Ołobok. Wieś powstała prawdopodobnie w XIII w. i od 1223 do 1810 r. znajdowała się w posiadaniu klasztoru cysterek w Trzebnicy.
W latach 1975–1998 miejscowość położona była w województwie zielonogórskim.

## Nazwa
Nazwa miejscowości w obecnie używanej formie Rokitnica pojawia się w łacińskim dokumencie z 1257 roku. Miejscowość pod obecnie używaną nazwą Rokitnica wymieniona jest w łacińskim dokumencie wydanym w Poznaniu w 1280 roku sygnowanym przez króla polskiego Przemysła II.

## Zabytki
Do wojewódzkiego rejestru zabytków wpisane są:
- kościół ewangelicki, obecnie rzymskokatolicki filialny pod wezwaniem św. Jadwigi, szachulcowy, z lat 1832–1833, z wieżą, wewnątrz zachowane empory;
- pałac, klasycystyczny z końca XVIII wieku, przebudowany po pożarze w 1848 roku;
- budynek gospodarczy, z 1800 roku.

inne zabytki:
- zabudowa z końca XIX w.